# Alejandro Carlin
Pour les articles homonymes, voir Carlin (homonymie).
Alejandro Carlin, né à Mexico dans les années 1970, est un créateur de mode mexicain.

## Biographie
Il a été étudiant de l'Institut Marangoni à Milan (Italie), puis a obtenu un diplôme en mode expérimentale au Central Saint Martins de Londres.
En 2003, il crée à Monterrey (Mexique) sa propre marque de vêtements, Lola de Alejandro, puis la marque Alejandro Carlin en 2011. Il fait partie des créateurs mexicains qui sont parvenus à percer à l'international.
Il utilise principalement la laine, la soie et le coton pour ses créations.